# Burg Freudenstein (Jáchymov)
Die Burg Freudenstein (auch Schlickburg; tschechisch hrádek Freudenstein auch Šlikův hrádek) war eine zwischen 1517 und 1520 zum Schutze und zur Verwaltung des ertragreichen Silberbergbaus der neu gegründeten Bergstadt Sankt Joachimsthal (Jáchymov) errichtete Burganlage. Während des Dreißigjährigen Krieges wurde die Burg durch Artilleriebeschuss stark beschädigt und danach nicht wieder aufgebaut. Vom Bauwerk zeugen noch zwei Batterietürme und ein kurzer Mauerrest.
Die Burg Freudenstein ist Teil des UNESCO-Welterbes Montanregion Erzgebirge.

## Geschichte
Die spätgotische Burg wurde in den Jahren 1517 bis 1520 im Auftrag des Territorialherren Stefan Schlick aus der Schlackenwerther Linie der Grafen Schlick zum Schutz und zur Verwaltung des ertragreichen Silberbergbaus der neu gegründeten Bergstadt Sankt Joachimsthal errichtet. Die vom Baumeister Johann Münnich entworfene Anlage entstand unter Zeitdruck zwecks schneller Errichtung eines Residenz- und Verwaltungssitzes – die militärische Funktionalität blieb dabei nachrangig – und wurde nie endgültig fertiggestellt.
Die Burg Freudenstein gilt als die jüngste Burganlage auf dem Gebiet der Tschechischen Republik.
Die innerhalb kürzester Zeit sprunghaft angewachsene Silberausbeute verkauften die Grafen Schlick an Nürnberger Patrizier, deren Zahlungen je Mark Silber jedoch für damalige Verhältnisse gering ausfielen. Um die Silbermengen vorteilhafter zu verwerten, fassten sie auf Anraten ihres Berghauptmannes Heinrich von Könneritz den Beschluss, das Silber selbst auszumünzen und dafür eine Münzstätte in Joachimsthal einzurichten. Die ersten Prägungen der Joachimstaler Guldengroschen sollen nach den Aufzeichnungen von Johannes Mathesius bereits im Jahr 1519 und wahrscheinlich in den Kellern der Burg Freudenstein vorgenommen worden sein. Nach Erlangung der Münzprivilegien mit Urkunde vom 25. Januar 1520 ordnete Stephan Schlick den Bau einer neuen Münzstätte an. Könneritz ließ zu diesem Zweck ein Haus kaufen, in dem die dafür notwendigen Herrichtungen vorgenommen wurden und fortan die Münzung erfolgte.
Ausgehend von den reichen Silberfunden, strömten innerhalb sehr kurzer Zeit tausende Menschen in die neu gegründete Stadt, und es entstanden erste soziale Konflikte, die sich bereits 1517 in einem ersten Aufruhr entluden. Nach einem zweiten Aufstand im Jahr 1523 brach 1525 im Zusammenhang mit dem Deutschen Bauernkrieg der größte dieser Aufstände in Joachimsthal aus: Am 20. Mai 1525 erstürmte und verwüstete eine aufgebrachte Menge von ca. 3000 Bergleuten und Mitgliedern der Gemeinde unter anderem Burg Freudenstein und erbeutete dabei Vorräte, Speisen, Getränke und Kleidungsstücke sowie Rüstung. Die beschädigte Burg wurde nach vertraglichen Einigung zwischen den Aufständischen und dem Grafen Stephan Schlick durch die Annaberger Verhandlungen vom 5. Juli 1525 zügig instand gesetzt, fortan wurde sie Sitz der Berghauptmannschaft.
Im Jahr 1545 ließ König Ferdinand I. mit Hieronymus, Lorenz, Caspar, Moritz und Heinrich Schlick fünf führende Vertreter der Grafen Schlick unter dem Vorwand einer Verletzung des königlichen Erlasses im Weißen Turm auf der Prager Burg festsetzen. Den Gefangenen blieb nichts anderes übrig, als zu Gunsten des Königs auf sämtliche Rechte in den Joachimsthaler Gütern einschließlich der Burg Freudenstein und der Stadt Sankt Joachimsthal zu verzichten. An den Erträgen des Silberbergbaus wurde ihnen lediglich ein zehn Jahre fortdauernder Bergzehnt gewährt. Burg Freudenstein war fortan Sitz des königlichen Berghauptmannes. Nach dem gescheiterten Ständeaufstand gegen die Habsburger von 1547, an dem sich sowohl die Schlick als auch der Rat der Stadt beteiligt hatten, wurden Stadt und Burg im März 1547 durch Truppen unter dem sächsischen Obristen Thumshirn besetzt. Den Schlick wurde der Bergzehnt und sämtliche anderen verbliebenen Joachimsthaler Privilegien entzogen, sodass Sankt Joachimsthal nunmehr einzig der Böhmischen Krone unterstand. Mit der einsetzenden Erschöpfung der Silbervorkommen begann quasi zeitgleich ein allgemeiner Niedergang in Sankt Joachimsthal, wodurch auch die Unterhaltungsarbeiten an der Burg zurückgefahren, schließlich eingestellt wurden und die Anlage zunehmend verfiel.

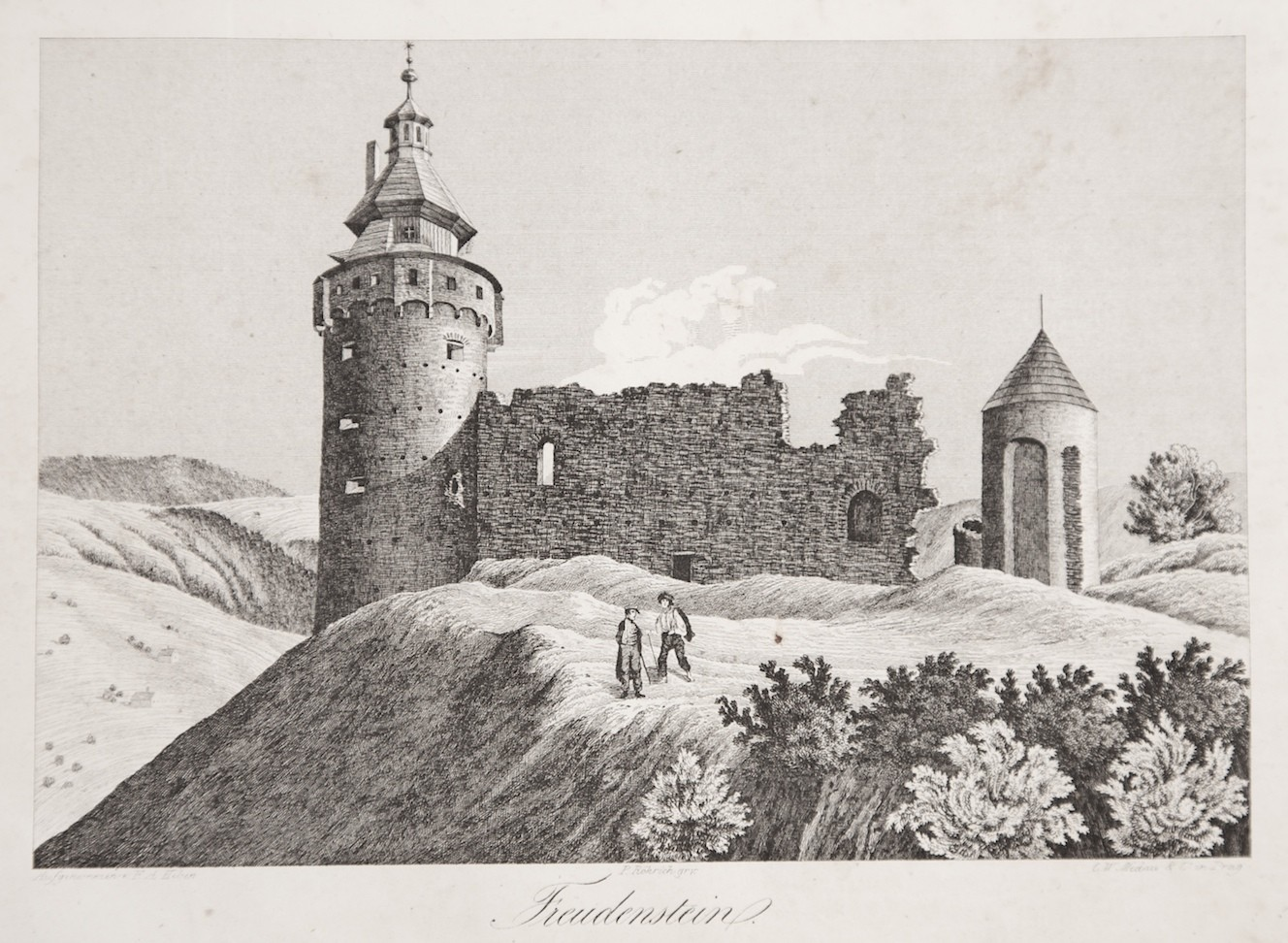
Stahlstich der Ruine nach einer Zeichnung von Franz Alexander Heber, um 1840/45

Im Auftrag der Böhmischen Kammer besichtigten am 4. Mai 1584 die Kommissare Sebastian von Lobkowitz, Bernhard von Unruhe und Hans von Limpach in Begleitung der Berghauptleute von Sankt Joachimsthal und Schlaggenwald die baufällig gewordene Burg und legten die erforderlichen Maßnahmen für deren Instandsetzung fest. Im Jahr 1618 trat Berghauptmann Christoph Gradl von Grüneberg sein Amt an, der als letzter Joachimsthaler Berghauptmann seinen Sitz auf der Burg Freudenstein hatte.
Während des Ständeaufstands in Böhmen waren zwischen 1618 und 1620 auf der Burg und in der Stadt Truppen des Ständegenerals Graf Ernst von Mansfeld stationiert. Im Jahre 1621 wurden Burg und Stadt von der kaiserlichen Armee besetzt, 1631 besetzten die Schweden Sankt Joachimsthal. Im Jahre darauf hatte die Stadt wieder eine kaiserliche Besatzung, welche die Befestigungsanlagen der Burg ausbaute. Während der Belagerung von Sankt Joachimsthal durch Truppen des schwedischen Feldmarschalls Johan Banér wurde Burg Freudenstein durch Artilleriefeuer schwer beschädigt und brannte aus. Danach wurde das Areal der Wehrmauern zerstört. Nach der Unterzeichnung des Westfälischen Friedens im Jahr 1648, sprengte die schwedische Besatzung vor ihrem Abzug die Reste der Burg, damit diese nicht wieder als Stützpunkt für militärische Aktionen genutzt werden konnte. In der Folgezeit wurde die Ruine dem Verfall überlassen und ihr Mauerwerk von Anwohnern als Baumaterial abgetragen. Erhalten blieben lediglich zwei Türme.

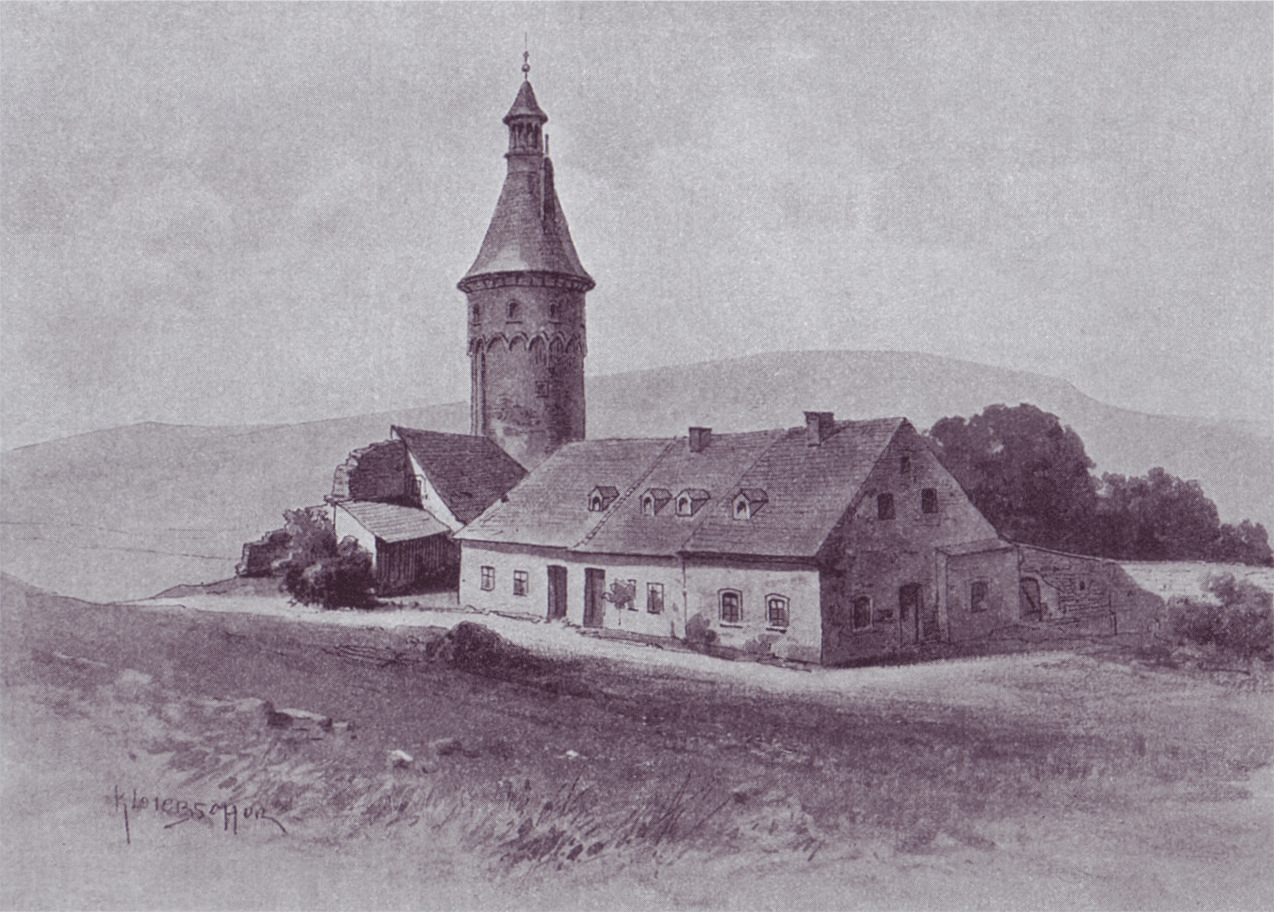
Bebauung im Burghof im späten 19. Jahrhundert, Zeichnung von Karel Liebscher

Im Jahr 1861 wurde der nordöstliche Turm zum städtischen Wachturm mit Türmerstube umgebaut. Der Türmer gab den Bergleuten durch das Läuten der Bergglocke das Zeichen für Beginn und Ende der Schicht. Der Südwestturm diente im 18. und 19. Jahrhundert dem k.k. Bergamt als Lager für das Schießpulver.
Im Laufe des 19. Jahrhunderts entstanden auf den Grundmauern des Burgareals mehrere Wirtschafts- und Wohngebäude, für deren Bau sekundär auch Baumaterialien aus den Trümmern der Burg verwendet wurden. Am Übergang vom 19. zum 20. Jahrhundert wurde das Areal in geringem Umfang mit dem Straßenneubau nach Neustadt (Nové Město) durchschnitten.
Nach der Vertreibung der deutschen Bevölkerung nach Ende des Zweiten Weltkrieges gingen sämtliche Objekte auf dem Areal der ehemaligen Burg in den Besitz des Städtischen Nationalausschusses (Městský národní výbor) Jáchymov über. Die Wirtschaftsgebäude und die erhaltenen Batterien wurden dem Verfall preisgegeben. In den 1950er Jahren wurden die verfallenen neuzeitlichen Wirtschaftsgebäude schließlich abgebrochen. Wegen des beginnenden Zusammenbruchs der Kellergewölbe wurde schließlich der Zutritt zum Gelände untersagt.
Am 3. Mai 1958 wurden die Reste der Burg Freudenstein in das Staatliche Verzeichnis der Kulturdenkmäler eingetragen. Am 14. Juni 1964 brannte der städtische Wachturm nach einem Blitzschlag aus. Die Stadtverwaltung entschied sich 1973 für eine Gesamtrekonstruktion des Turms, nach deren Fertigstellung dieser und das umgebende Gelände wieder der Öffentlichkeit zugänglich gemacht wurde.
Vom 22. April bis 16. Juni 2004 erfolgte im Vorfeld des Baus eines Einfamilienhauses in der Nähe des Pulverturms eine archäologische Sondierungsuntersuchung durch das Museum Karlsbad. Im Zusammenhang mit dem Bau eines weiteren Einfamilienhauses, der außerhalb des Burggeländes erfolgte, konnte der Verlauf der ursprünglichen Burgmauer rekonstruiert werden. Im Jahr 2011 erfolgte beim Pulverturm eine archäologische Revisionsuntersuchung durch die Nationale Denkmalsbehörde Loket und den Lehrstuhl für Archäologie der Westböhmischen Universität in Pilsen.

## Beschreibung
Das Burgareal liegt westlich des oberen Stadtkerns von Jáchymov auf einer heute im tschechischen als Zámecký vrch (deutsch Burgberg) bezeichneten Bergzunge in einer Höhenlage von etwa 810 m n.m. Mitten durch das Areal führt die Verbindungsstraße Jáchymov–Nové Město. Die spätgotische Burg mit relativ einfacher Festungsarchitektur nahm den nordöstlichen Rand der breiten Bergzunge ein, die sich zwischen zwei seitlichen Kerbtälern zum Haupttal des östlich verlaufenden Jáchymovský potok erstreckt. An der nach Südwesten gelegenen Stirnseite befand sich ein mächtiger Halsgraben, von dem nur noch im Westen Reste erhalten sind. Hinter diesem befand sich vermutlich zusätzlich vor der angrenzenden Wehrmauer noch ein massiver Wall. Das Aareal hatte den Grundriss eines regelmäßigen Rechtecks von etwa 65 × 50 Metern, dessen längere Achse rechtwinklig zur Bauwerksachse lag. An den Ecken befanden sich mindestens zwei, wahrscheinlich jedoch vier Türme. Vor der anschließenden Kurtine lag eine deutlich verlängerte Batterie mit Zylindertürmen von acht Metern Durchmesser und 1,7 Metern Wandstärke. Zwischen den Türmen stand eine 1,5 Meter starke Wehrmauer, die vermutlich außenseitig mit einer Galerie versehen war und an die sich von innen die Wohn- und Wirtschaftsgebäude der Burg anlehnten. Das Burgtor befand sich wahrscheinlich in der westlichen Wehrmauer. Erhalten sind nur zwei Batterietürme und ein kurzer Mauerrest am Nordostturm.
Das Gelände am Südwestturm und im Bereich der westlichen Wehrmauer wurde nach der Zerstörung der Mauer und der daran liegenden Gebäude erhöht und zeigt gegenwärtig das gleiche Geländeniveau wie am Nordostturm. Von den Wehrmauern blieb nur ein Abschnitt unmittelbar am Nordostturm erhalten. Die darin befindliche große Fensteröffnung lässt darauf schließen, dass sich dort eine Bebauung unbekannter Ausdehnung und Gestalt befunden hat. Das gesamte Innenburgareal befand sich in einer Ebene. An der südöstlichen Ecke der Burg befinden sich zwei hintereinanderliegende Keller mit Tonnengewölbe eines weiteren Burggebäudes, die bis um die Wende zum 21. Jahrhundert noch über einen architektonisch nicht klassifizierbaren Eingang zugänglich waren. Einen weiteren, teilweise verschütteten Eingang zu einem Kellergang im nordwestlichen Teil der Burg beschrieb der Archäologe Dobroslav Líbal in einem Beitrag aus dem Jahr 1969. An der westlichen Wehrmauer unweit des Südwestturmes stand ein weiteres Gebäude.
Im Zuge der bis dato letzten Anpassungen des Burgareals wurden ein kleines Haus und ein Schuppen, die in der Neuzeit innerhalb der Burganlage errichtet worden waren, abgebrochen. Auf Plänen aus der Mitte des 19. Jahrhunderts sind etwa auf halber Länge der Nordostseite noch geräumige Bauten nachweisbar, die wahrscheinlich auf den alten Mauern der Burgbauten entstanden und heute verschwunden sind. Das Gelände östlich der Straße und um den Schlikturm wurde zum Park umgestaltet.

### Schlickturm
Der 19 Meter hohe Schlickturm (tschechisch Šlikovka) genannte Batterieturm liegt an der Nordostecke der Burg. Ursprünglich befand sich über den Kragsteinen ein eingerücktes gezimmertes Dachgeschoss mit steinerner Galerie und kleinen Erkern, das mit einem hohen gewölbten konischen Schindeldach gedeckt und mit einer Laterne versehen war. Die höchste Ebene des Turms war mit schmalen Schießscharten ausgestattet. Der Turm war bis in eine Tiefe von acht Metern, vielleicht noch tiefer, unterkellert. Beim Umbau von 1861 zum städtischen Wachturm wurde das Obergeschoss mit den gotischen Kragsteinen romantisch umgestaltet. Zudem wurde das hölzerne Dachgeschoss abgetragen und durch ein neues ersetzt. 1973 wurde der neun Jahre zuvor ausgebrannte Turm restauriert und der Öffentlichkeit zugänglich gemacht. Die Kellergeschosse wurde dabei mit einem Betonfußboden verschlossen.

### Pulverturm
Der 12 Meter hohe Pulverturm (tschechisch Prachárna) genannte Batterieturm liegt im Südwesten. Ursprünglich befand sich im ersten Geschoss an der dem Burgareal zugewandten Seite eine hohe Öffnung mit elliptischem Bogen, die durch eine schmale Holzwand verschlossen werden konnte; sie wurde wahrscheinlich im 16. Jahrhundert zugemauert. Das Stockwerk des Turms wird von einem Kreuzgewölbe überwölbt, über die gesamte Mauerhöhe sind keine Scharten zu erkennen. An der Nordseite des Turmes sind bis in große Höhe deutliche Spuren seiner Verbindung mit der Wehrmauer sichtbar, an der Ostseite fehlen diese. Der Turm diente wahrscheinlich zunächst nur Verteidigungszwecken. Seit dem 16. Jahrhundert war er – wie auch gegenwärtig – mit einem Kegeldach gedeckt. In der Nähe des Turms befindet sich gegen Südosten der Rest einer Bastions- oder Mantelmauer. Möglicherweise handelt es sich um ein Überbleibsel der vorgelagerten, drei Meter hohen halbkreisförmigen Bastion, die 1913 noch zum größten Teil erhalten war.

## Sage
Es besteht eine Sage, nach der in dunklen Nächten ein Ritter auf der Burg zum Kegelspiel erscheinen soll. Ein zufälliger Zeuge der den Mut hatte, sich am Spiel zu beteiligen, soll durch den Gewinn einer silbernen Kugel zu Reichtum gelangt sein.